# Ruslán Jomchak
Ruslán Jomchak (en ucraniano: Русла́н Хомча́к) es un general ucraniano que ejerce el cargo de primer vicesecretario del Consejo Nacional de Seguridad y Defensa de Ucrania, y ex comandante en jefe de las Fuerzas Armadas de Ucrania, hasta el 28 de marzo de 2020, ocupando también el cargo de Jefe del Estado Mayor General.
Anteriormente, desde el 21 de mayo de 2019, combinó este cargo de Comandante en Jefe de las Fuerzas Armadas de Ucrania con el cargo de Jefe del Estado Mayor General. El 28 de marzo de 2020, un decreto del presidente Volodímir Zelenski dividió los puestos de Comandante en Jefe y Jefe del Estado Mayor General. En este día, Zelensky destituyó a Jomchak del puesto de Jefe del Estado Mayor General y lo nombró Comandante en Jefe de las Fuerzas Armadas, mientras que simultáneamente nombró a Serhiy Korniychuk Jefe del Estado Mayor General.
El 27 de julio de 2021, Ruslán Jomchak fue destituido del cargo de Comandante en Jefe de las Fuerzas Armadas de Ucrania y nombrado Primer Vicesecretario del Consejo Nacional de Seguridad y Defensa de Ucrania.

## Biografía
Jomchak nació en Leópolis el 5 de junio de 1967. Se graduó en la escuela superior de mando militar de Moscú en 1988 y Jomchak luego sirvió en Alemania Oriental y en la RSS de Bielorrusia entre 1988 y 1992.
Tras la independencia de Ucrania en 1991, Jomchak se convirtió en comandante militar de las Fuerzas Armadas de Ucrania. De 1993 a 2000, Jomchak sirvió en la 24.ª Brigada Mecanizada. Fue ascendido al rango de teniente general en 2013, participante en la guerra de Donbás. Durante la batalla de Ilovaisk, perdida decisivamente por las fuerzas ucranianas, Jomchak fue comandante sectorial.
El 21 de mayo de 2019, el presidente de Ucrania, Volodímir Zelenski, nombró a Ruslán Jomchak Jefe del Estado Mayor General y Comandante en Jefe de las Fuerzas Armadas de Ucrania. El 28 de marzo de 2020, un decreto del presidente Zelenski dividió los puestos de Comandante en Jefe y Jefe del Estado Mayor General. En este día, Zelenski destituyó a Jomchak del puesto de Jefe del Estado Mayor General y lo nombró Comandante en Jefe de las Fuerzas Armadas, mientras que simultáneamente nombró a Serhiy Korniychuk Jefe del Estado Mayor General.
El 10 de septiembre de 2020, Jomchak dio positivo por COVID-19.